# Programme de Tolomei
Le Programme de Tolomei, mis en œuvre à la suite des propositions faites par le sénateur Ettore Tolomei en 1923, a permis l'italianisation de l'ancien Südtirol autrichien, peuplé d'une population en très grande majorité germanophone, devenu italien après la Première Guerre mondiale, et renommé Haut-Adige, correspondant à l'actuelle province autonome de Bolzano. 

## Historique
Le 15 juillet 1923, au théâtre municipal de Bolzano, Ettore Tolomei rendit public son programme d'assimilation et d'italianisation du Haut-Adige, habité à plus de 90 % par des populations germanophones.
On devait interdire l'emploi du nom géographique Tyrol, alors que le Haut-Adige en avait fait partie pendant des siècles. La toponymie allemande devait être supprimée et remplacée en se servant du Prontuario dei nomi locali dell'Alto Adige, dont Tolomei lui-même était l'auteur. On alla jusqu'à proposer d'italianiser tous les patronymes allemands. Tout cela devait s'accompagner de mesure comme l'enlèvement du monument de Walther von der Vogelweide à Bolzano ou la transformation du musée à Bolzano.
Même la presse devait être italianisée par l'interdiction de tous les journaux de langue allemande, sauf la Alpenzeitung, récemment créée et d'inspiration fasciste.
Pour soustraire le contrôle de l'économie aux germanophones, toutes les banques de langue allemande devaient être supprimées. Pour permettre l'arrivée de colons de langue italienne fut aussi abolie la loi sur les masi chiusi (ou geschlossene Höfe)
L'administration publique devait être entre les mains des Italiens : pour y arriver Tolomei proposait le licenciement des germanophones qui y étaient employés et leur remplacement. Il était indispensable d'établir des maires fascistes avec des secrétaires de mairie italophones. Pour garantir une centralisation plus énergique, Trente et Bolzano constitueraient une province unique.
Tolomei voulait même un contrôle policier de la région, avec un fort contingent de Carabiniers et une augmentation de la présence des Forces Armées.
Évidemment l'italien devait être imposé comme langue unique. L'italianisation de l’école constitua un des points cruciaux et, en 1923-1924, l'italien devint la langue unique de l'enseignement, avec comme conséquence la création de Katakombenschulen.
Ce programme d'italianisation du Haut-Adige fut adopté d'emblée par le Grand Conseil du fascisme dans un vote unanime et enthousiaste.
Malgré tout le programme ne fut pas appliqué jusqu'au bout : on créa par exemple les deux provinces de Trente et de Bolzano.
Comme moyen d'assimilation s'ajouta par la suite l'immigration en provenance du reste de la péninsule, afin d'italianiser le Haut-Adige.